# Nectria laetidisca
Nectria laetidisca är en svampart som beskrevs av Rossman 1983. Nectria laetidisca ingår i släktet Nectria och familjen Nectriaceae.   Inga underarter finns listade i Catalogue of Life.